# Chabua
Chabua (en asamés:চাবুৱা) es una localidad de la India localizado en el distrito de Dibrugarh del estado de Assam.
Es la ciudad natal de la actriz inglesa Julie Christie (n. 1941).

## Geografía
Se encuentra a una altitud de 118 m s. n. m. a 453 km de la capital estatal, Dispur, en la zona horaria UTC +5:30.

## Demografía
Según estimación 2010 contaba con una población de 31 668 habitantes.